# Tetyana Horb
Tetyana Horb (em russo:  Тетяна Горб; 18 de novembro de 1965) é uma ex-handebolista russa, medalhista olímpico.
Tetyana Horb fez parte dos elencos medalha de bronze, de Seul 1988 e Barcelona 1992.